# 162
Évszázadok: 1. század – 2. század – 3. század
Évtizedek: 110-es évek – 120-as évek – 130-as évek – 140-es évek – 150-es évek – 160-as évek – 170-es évek – 180-as évek – 190-es évek – 200-as évek – 210-es évek
Évek: 157 – 158 – 159 – 160 –  161 – 162 – 163 – 164 – 165 – 166 – 167

## Események

### Római Birodalom
- Quintus Junius Rusticust (helyettese  	Ti. Claudius Paullinus, D. Fonteius Frontinianus L. Stertinius Rufus és M. Insteius Bithynicus) és Lucius Titius Plautius Aquilinust (helyettese Ti. Claudius Pompeianus) választják consulnak.
- Marcus Aurelius visszahívja a tapasztalt katonát, Marcus Statius Priscust Britannia éléről és kinevezi Kappadókia kormányzójává, ahol a pártus támadás miatt kritikussá vált a helyzet. Négy légiót küldenek az északi limesről a pártus határra.
- Az év nyarán a keleti háború főparancsnoka, Lucius Verus társcsászár elindul a hadszíntérre; Marcus Aurelius Capuáig elkíséri. Lucius Apuliában vadászat közben megbetegszik, de néhány nap alatt rendbejön és nem túl sietősen folytatja útját. Útközben meglátogatja Korinthoszt, Athént, beavatják az eleusziszi misztériumokba, majd áthajózik Antiochiába. A hadműveleteket a város környéki villákból irányítja, ahol Panthea nevű görög szeretőjével luxuskörülmények között él.

## Születések
- Marcus Annius Verus Caesar, Marcus Aurelius fia

## Halálozások
- Marcus Annius Libo, római politikus

## Fordítás
- Ez a szócikk részben vagy egészben  a(z)   162 című francia Wikipédia-szócikk ezen változatának fordításán alapul.  Az eredeti cikk szerkesztőit annak laptörténete sorolja fel. Ez a jelzés csupán a megfogalmazás eredetét és a szerzői jogokat jelzi, nem szolgál a cikkben szereplő információk forrásmegjelöléseként.